# Biogasolina
La biogasolina es gasolina producida a partir de biomasa como las algas así como otros tipos de materia prima, como la gasolina tradicional producida a partir del petróleo contiene entre 6 (hexano) y 12 (dodecano) átomos de carbono por molécula,  y puede ser usada íntegramente en motores de combustión interna de todo tipo sin modificar. La biogasolina es diferente en materia química del biobutanol y del bioetanol ya que estos últimos son alcoholes y no hidrocarburos.
La composición BG100 o el 100% de biogasolina puede ser utilizada de inmediato como un sustituto de la gasolina proveniente del petróleo en cualquier motor de combustión interna con encendido a chispa y se puede distribuir en los mismos ductos e infraestructura existentes ya que las propiedades químicas son las mismas que las del combustible proveniente del refino de petróleo. el componente dodecaeno requiere un pequeño porcentaje de aumentadores de octanaje para ser similares a la gasolina, el etanol requiere una máquina especial y tiene menor energía de combustión así como su correspondiente economía de combustible sea en km/L o M.P.G.
Algunas compañías como Diversified Energy Corporation en Estados Unidos están desarrollando procesos para tomar insumos de triglicéridos y a través de un proceso de desoxigenacion y de reforma: craqueo, isomerizado, aromatizado y producción de moléculas cíclicas; para poder producir biogasolina. Esa biogasolina está siendo formulada para ser similar en propiedades químicas, cinéticas y de combustión como su contraparte derivada del petróleo, pero con mucho más alto nivel de octanaje, otras también persiguen objetivos similares basados en hidrotratado, y también hay procesos que se enfocan en el uso de biomasa proveniente de la madera para convertirla en biogasolina usando procesos enzimáticos

## Comparaciones
| Combustible            | Densidad energética MJ/L | Proporción de Mezcla | Energía Específica MJ/kg | Entalpía de Vaporización MJ/kg | RON   | MON   |
| ---------------------- | ------------------------ | -------------------- | ------------------------ | ------------------------------ | ----- | ----- |
| Gasolina y Biogasolina | 32 MJ/L                  | 14.6                 | 2.9 MJ/kg air            | 0.36 MJ/kg                     | 91–99 | 81–89 |
| Butanol                | 29.2 MJ/L                | 11.1                 | 3.2 MJ/kg air            | 0.43 MJ/kg                     | 96    | 78    |
| Etanol                 | 19.6 MJ/L                | 9.0                  | 3.0 MJ/kg air            | 0.92 MJ/kg                     | 107   | 89    |
| Metanol                | 16 MJ/L                  | 6.4                  | 3.1 MJ/kg air            | 1.2 MJ/kg                      | 106   | 92    |